# Митропольщина
Митропо́льщина (бел. Мітрапольшчына) — деревня в Барановичском районе Брестской области Белоруссии. Входит в состав Городищенского сельсовета. Население — 7 человек (2023).

## География
Расположена в 36 км по автодорогам к северо-северо-востоку от центра Барановичей, на расстоянии 12 км по автодорогам к северо-востоку от центра сельсовета, городского посёлка Городище, неподалёку от границы с Гродненской областью. Есть кладбище.

## История
В 1909 году — деревня Циринской волости Новогрудского уезда Минской губернии, 32 двора, 149 жителей, рядом находилось одноимённое имение (1 двор, 4 жителя).
После Рижского мирного договора 1921 года — в составе гмины Цирин Новогрудского повета Новогрудского воеводства Польши, 32 дома. 
С 1939 года — в БССР, в 1940–62 годах — в Городищенском районе Барановичской, с 1954 года Брестской области. Затем — в Барановичском районе.
В 2013 году передана из упразднённого Карчёвского сельсовета в Городищенский.

## Население
По состоянию на 1 января 2023 года в деревне проживало 7 человек в 6 хозяйствах, в том числе 0 моложе трудоспособного возраста, 1 — в трудоспособном возрасте и 6 — старше трудоспособного возраста. 
| Численность населения (по переписи) | Численность населения (по переписи) | Численность населения (по переписи) | Численность населения (по переписи) | Численность населения (по переписи) | Численность населения (по переписи) |
| 1909                                | 1921                                | 1959                                | 1999                                | 2009                                | 2019                                |
| ----------------------------------- | ----------------------------------- | ----------------------------------- | ----------------------------------- | ----------------------------------- | ----------------------------------- |
| 149                                 | ↘104                                | ↗184                                | ↘26                                 | ↘7                                  | ↗11                                 |